# 西双版纳花卉园周总理视察热作所纪念碑
西双版纳花卉园周总理视察热作所纪念碑又称周总理视察热作所纪念碑，是位于云南省西双版纳傣族自治州景洪市西双版纳热带花卉园内的一个纪念碑群。由云南省热带作物科学研究所（简称云南省热作所）于1983年修建完成。
1961年4月13日，时任中国总理周恩来陪同緬甸總理吴努到西双版纳景洪参加泼水节，西双版纳州长召存信设宴欢迎吴努、周恩来。14日，周恩来总理到景洪的云南省热作所视察，与热作所科技人员座谈。日后，云南省热作所为纪念此次会晤，及周恩来总理修建此碑。1982年底开工，1985年3月竣工。
纪念碑由三部分组成：第一部分，“周恩来总理来所视察”纪念碑，高4.3米，四块水泥墙体象征正在茁壮成长的橡胶树苗；第二部分，“中缅两国总理会晤碑”，四块水泥构成“井”字形结构，位于水池之上。根据陈毅《送缅甸友人》诗“我住江之头，君住江之尾，彼此亲无间，共饮一江水”的意境构思，体现中缅两国胞波情谊；第三部分，“说明碑”，位于碑群的右侧。
1993年11月，以周恩来总理视察热带作物所及中缅会谈纪念碑之名列为第四批云南省文物保护单位。2009年，中宣部将纪念碑列入第四批全国爱国主义教育示范基地。当地各大中小学校会在此地开展爱国主义教育活动，组织学生聚集在纪念碑前，缅怀周恩来总理。